# Rote Schuppenmiere
Die Rote Schuppenmiere (Spergularia rubra), auch Acker-Schuppenmiere genannt, ist eine Pflanzenart aus der Gattung Schuppenmieren (Spergularia) innerhalb der Familie der Nelkengewächse (Caryophyllaceae).

## Beschreibung

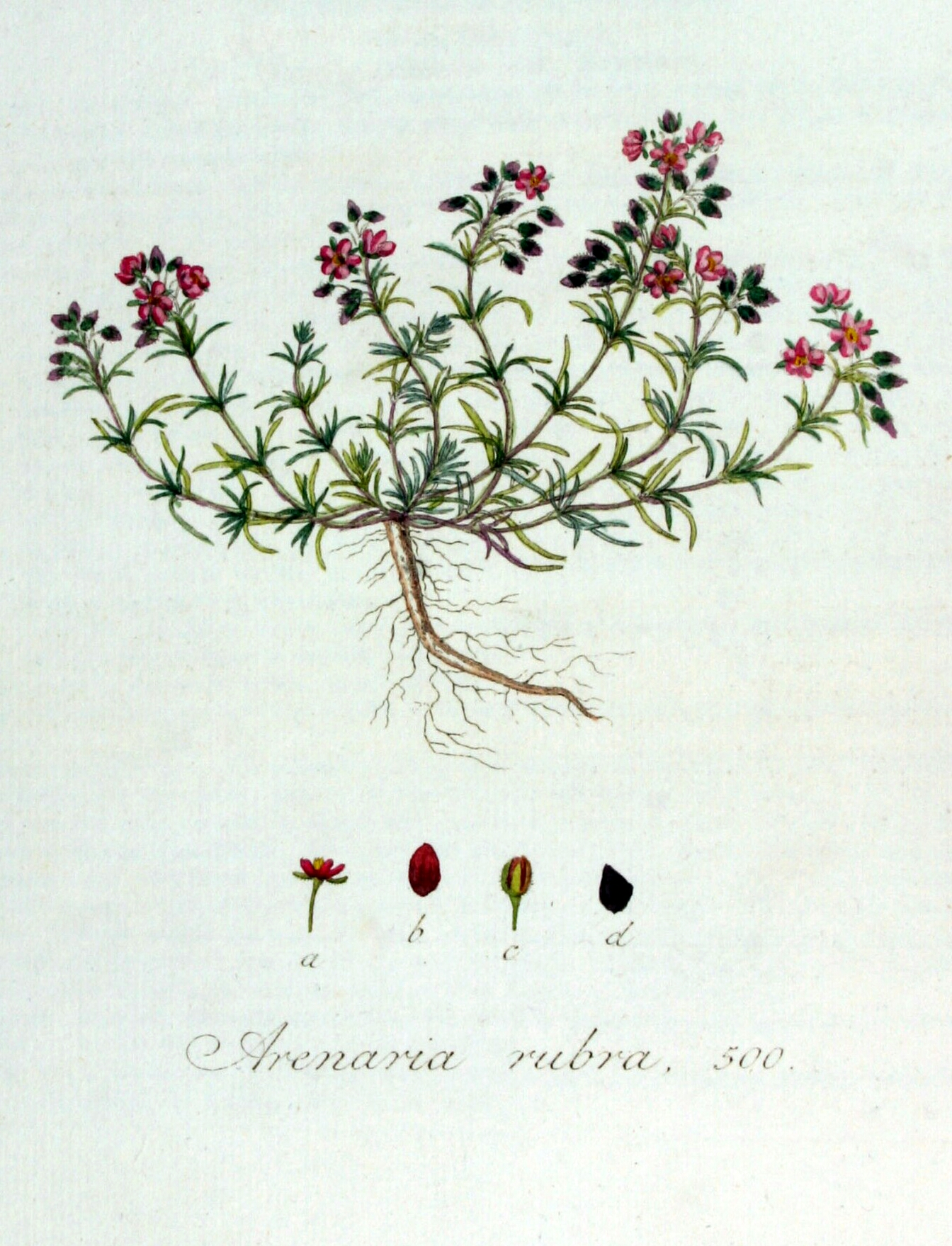
Illustration aus Flora Batava, Band 7

### Erscheinungsbild und Blatt
Die Rote Schuppenmiere ist eine einjährige, zum Teil auch ausdauernde krautige Pflanze und erreicht Wuchshöhen von 4 bis 15 Zentimetern. Der niederliegende bis aufsteigende Stängel ist kurz behaart, im oberen Teil auch drüsig.
Die gegenständig am Stängel angeordneten Laubblätter sind bei einer Länge von bis zu Millimetern sowie einer Breite von etwa 0,5 Millimetern linealisch-fadenförmig, stachelspitzig, etwas fleischig und beiderseits flach. Die silberweiß glänzenden Nebenblätter sind verlängert und eiförmig-lanzettlich; sie sind oft zerschlitzt und am Grund oft verwachsen.

### Generative Merkmale
Die Blüten sind locker in doldigen Blütenständen angeordnet. Die Blütenstiele sind so lang wie der Kelch; sie sind nach dem Verblühen herabgeschlagen und verlängert, später wieder aufgerichtet.
Die Blüte ist radiärsymmetrisch und fünfzählig. Die Kelchblätter sind lanzettlich, nervenlos und meist kürzer als 4 Millimeter; sie sind am Rande breithäutig und drüsig behaart. Die Kronblätter sind rosenrot, eiförmig, ganzrandig und kürzer als der Kelch. Es sind zehn Staubblätter vorhanden. Der Fruchtknoten ist eiförmig und trägt drei kurze Narben.
Die dreieckig-eiförmige Kapselfrucht ist etwa so lang wie der Kelch. Die grau-braunen Samen sind bei einer Länge von etwa 0,4 Millimetern fast dreieckig, feinrunzelig, ungeflügelt und besitzen einen wulstigen Rand. Dieser Randwulst beherbergt den Embryo und ist durch Schwinden des Endosperms entstanden.

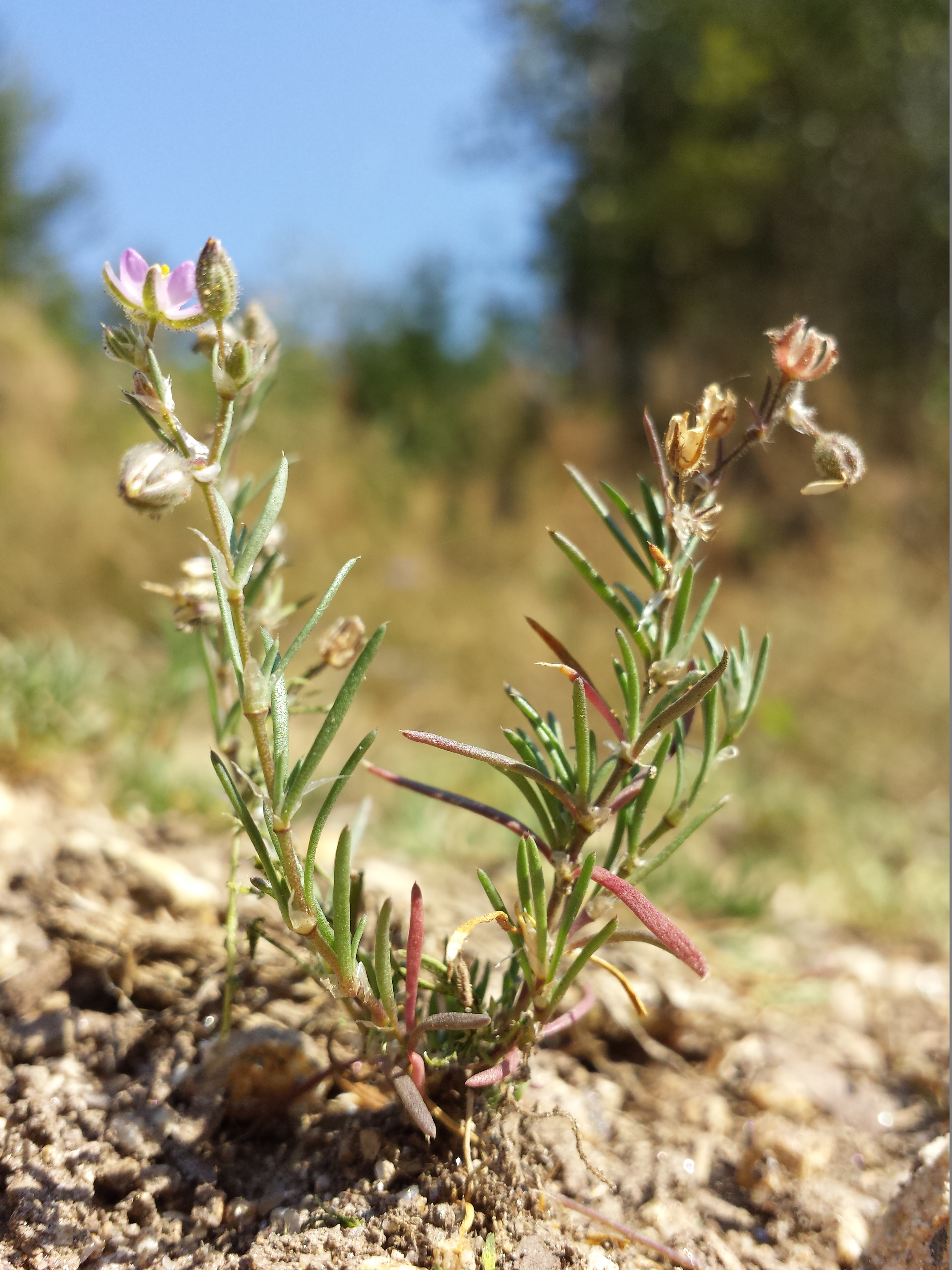
Habitus

### Chromosomenzahl
Die Chromosomenzahl beträgt 2n = 36.

## Ökologie und Phänologie
Die Blütezeit reicht von Mai bis September. Die Rote Schuppenmiere ist einhäusig mit weiblichen Blüten und Zwitterblüten oder zweihäusig mit weiblichen Blüten und anderen Pflanzen mit Zwitterblüten, sie ist also gynomonodiözisch und gynodiözisch. Die Blüten sind homogam bis schwach vormännlich. Bestäuber sind Fliegen; vor dem Abblühen erfolgt aber oft nur Selbstbestäubung. Die Blüten sind jedoch nicht immer geöffnet; nach den Beobachtungen von Oskar von Kirchner sind sie nur bei hellem Wetter und in der Zeit von 9–15 Uhr geöffnet.
Die Früchte sind sich dreiklappig öffnende Streukapseln, die als Windstreuer für die zuweilen geflügelten, nur bis 0,6 Millimeter langen, langlebigen Samen fungieren. Daneben findet auch Klebausbreitung und Menschenausbreitung (durch mit Fahrzeugen verschleppte Erde) statt. Fruchtreife ist von Juli bis Oktober.
An der Roten Schuppenmiere leben die Rüsselkäfer Sibinia variata, Sibinia primita und Gronops lunatus.

## Vorkommen
Spergularia rubra kommt im gesamten gemäßigten und subtropischen Gebiet der Nordhalbkugel vor. Sie ist ein eurasisch-subozeanisches Florenelement. In Europa kommt sie in fast allen Ländern vor und fehlt nur in Island, Bosnien und Herzegowina, in der Ukraine, in Belarus sowie großenteils auch im europäischen Russland. In Österreich kommt sie zerstreut bis selten vor, in der Schweiz ist sie allgemein zerstreut aufzufinden. Die Rote Schuppenmiere ist in Deutschland allgemein verbreitet, ist aber im Süden – wie in der Schweiz und in Österreich – seltener, kommt aber vom Flachland bis in die Mittelgebirgslagen vor.
Die Rote Schuppenmiere wächst an Wegen, in Äckern, auf Schlägen und auch an Ufern. Sie gedeiht am besten auf mehr oder weniger frischen, nährstoffreichen, basen- und kalkarmen, sandigen Lehm- und Tonböden. Sie ist ein Flachwurzler sowie ein Bodenverdichtungs- und Versauerungsanzeiger. Sie ist in Mitteleuropa eine Charakterart des Rumici-Spergularietum, kommt aber auch in Pflanzengesellschaften des Verbands Polygonion avicularis oder im Kontakt mit Pflanzengesellschaften des Nanocyperion vor. In den Allgäuer Alpen steigt sie in Vorarlberg auf einer Viehweide zwischen Mahdtalhaus bei Riezlern und der Höfle-Alpe bis zu einer Höhenlage von 1100 Metern auf. Die ökologischen Zeigerwerte nach Landolt et al. 2010 sind in der Schweiz: Feuchtezahl F = 1+w+ (trocken ber stark wechselnd), Lichtzahl L = 4 (hell), Reaktionszahl R = 2 (sauer), Temperaturzahl T = 3+ (unter-montan und ober-kollin), Nährstoffzahl N = 2 (nährstoffarm), Kontinentalitätszahl K = 3 (subozeanisch bis subkontinental), Salztoleranz = 1 (tolerant).

## Bilder

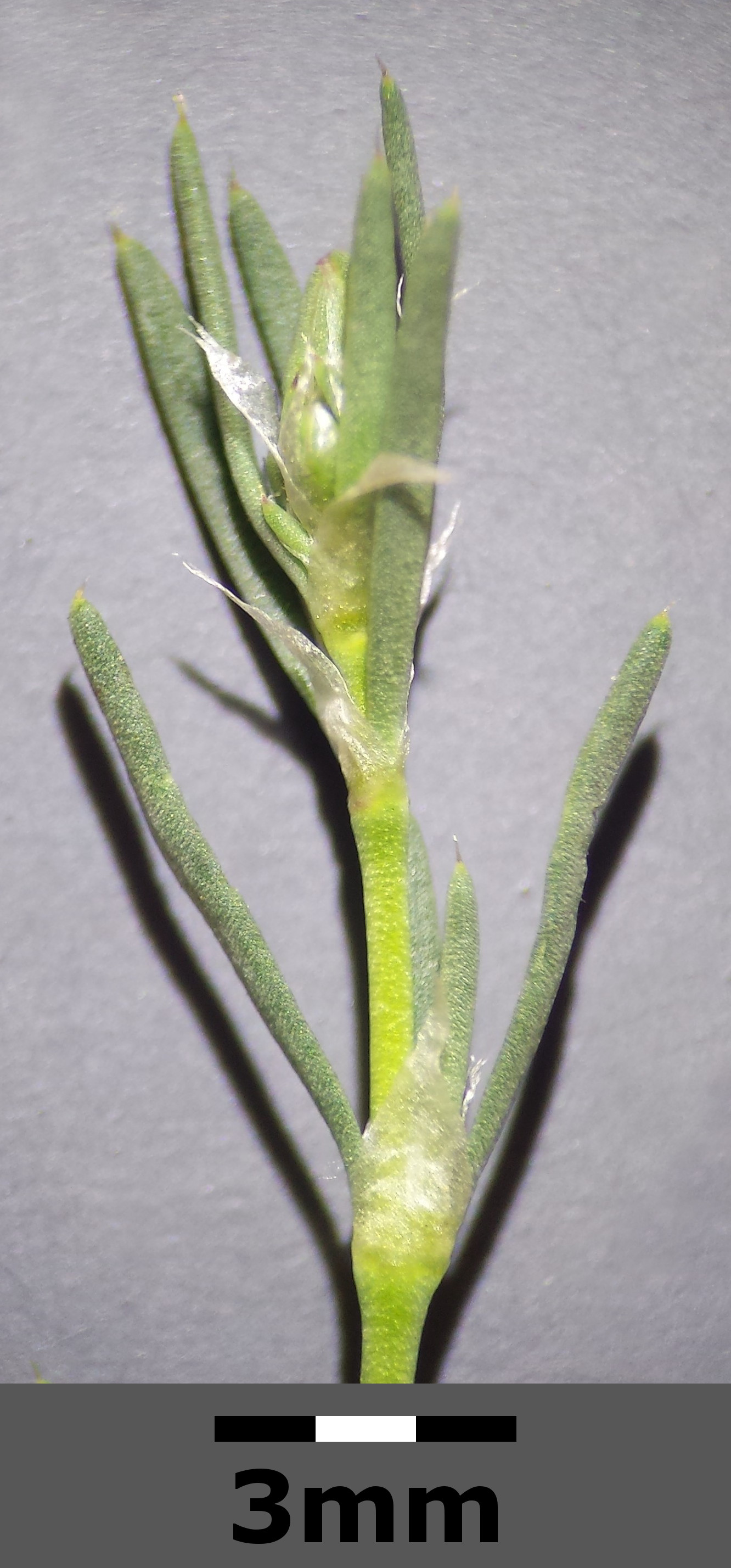
Die silberweiß glänzenden Nebenblätter der gegenständigen Laubblätter sind miteinander verwachsen.
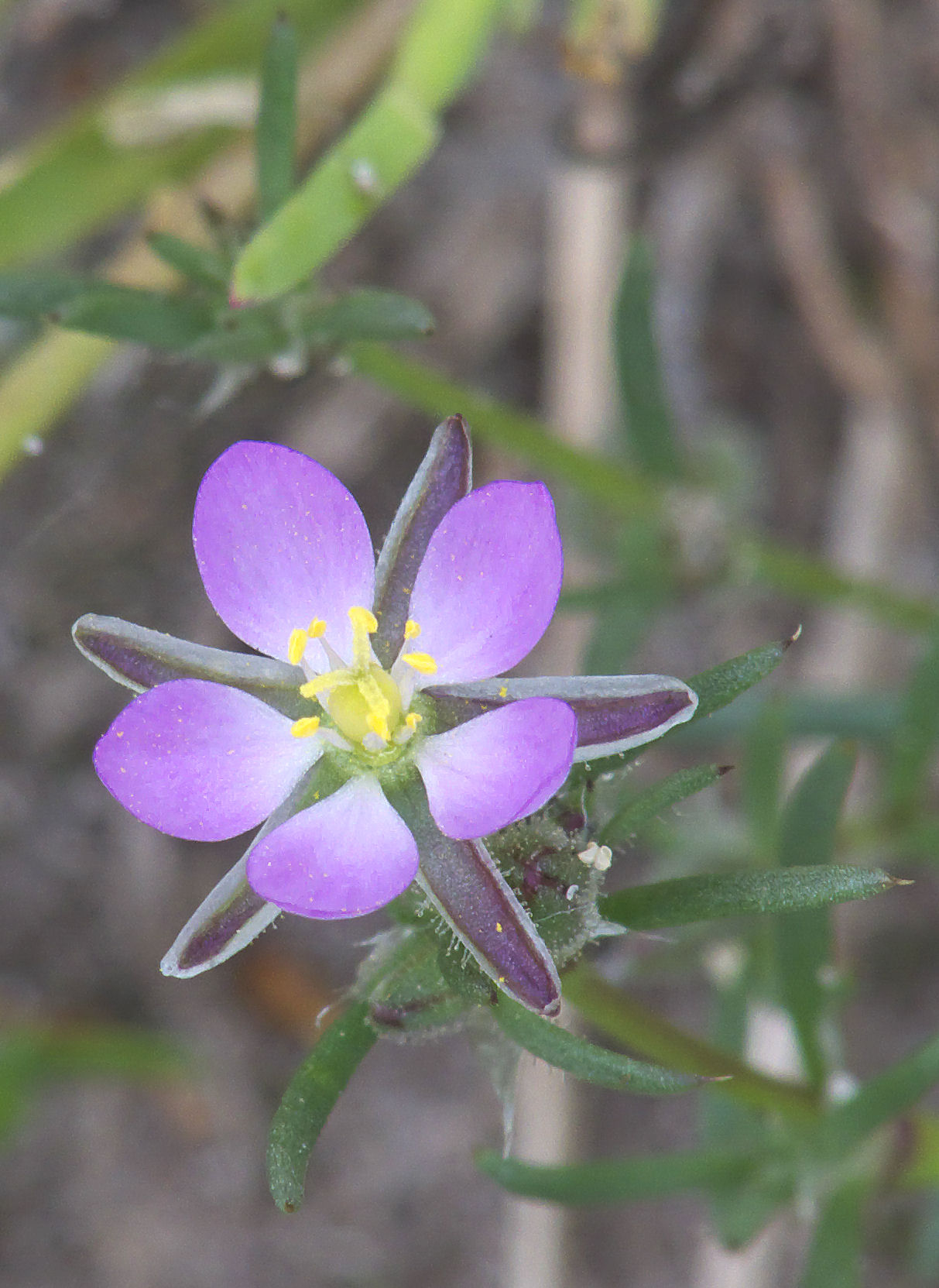
Die Blüte weist rosenrote Kronblätter, einen oberständigen Fruchtknoten mit drei Griffeln sowie zehn Staubblätter auf.
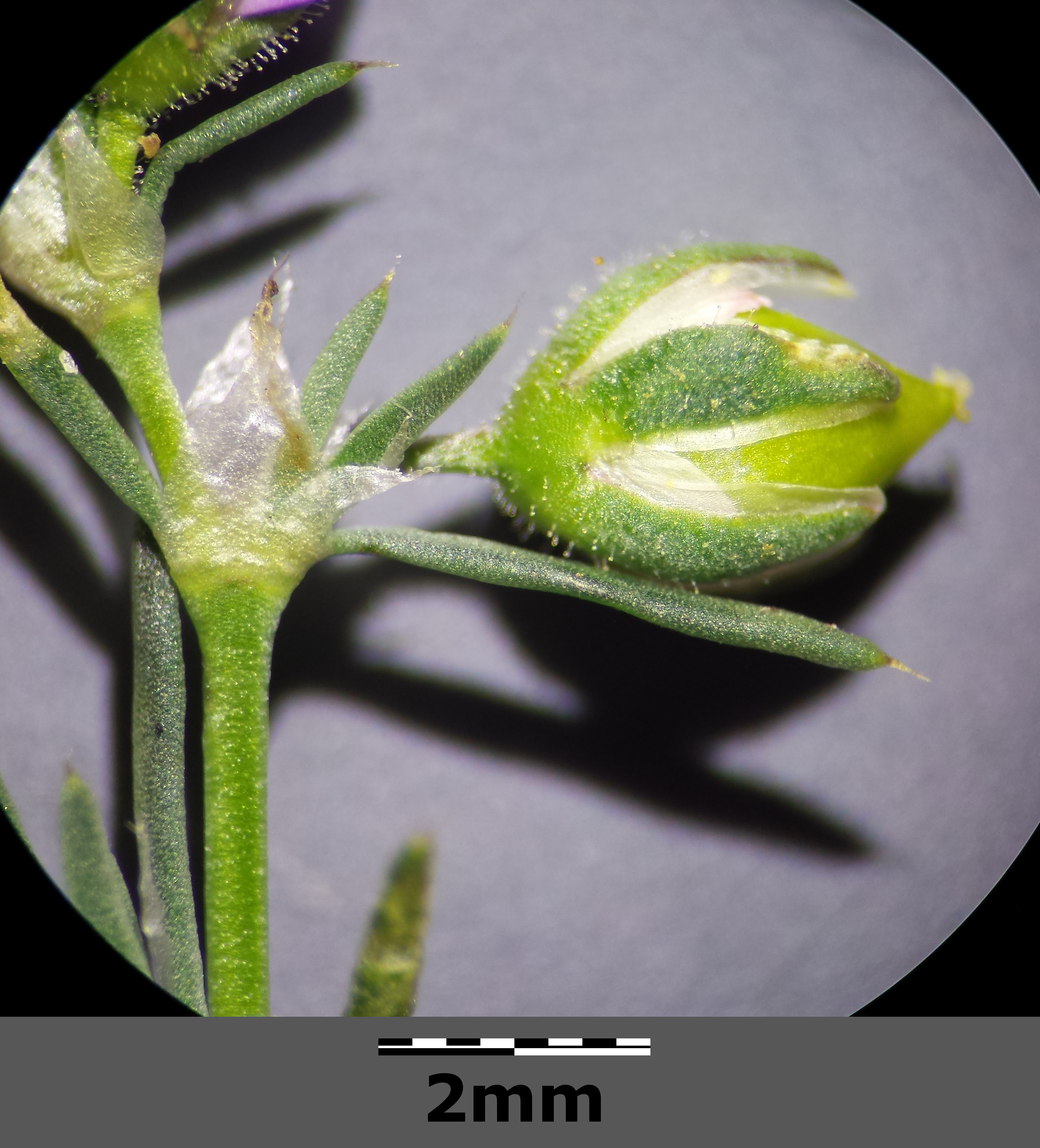
Die Frucht ist so lang wie die Kelchblätter und die Laubblätter weisen eine Stachelspitze auf.
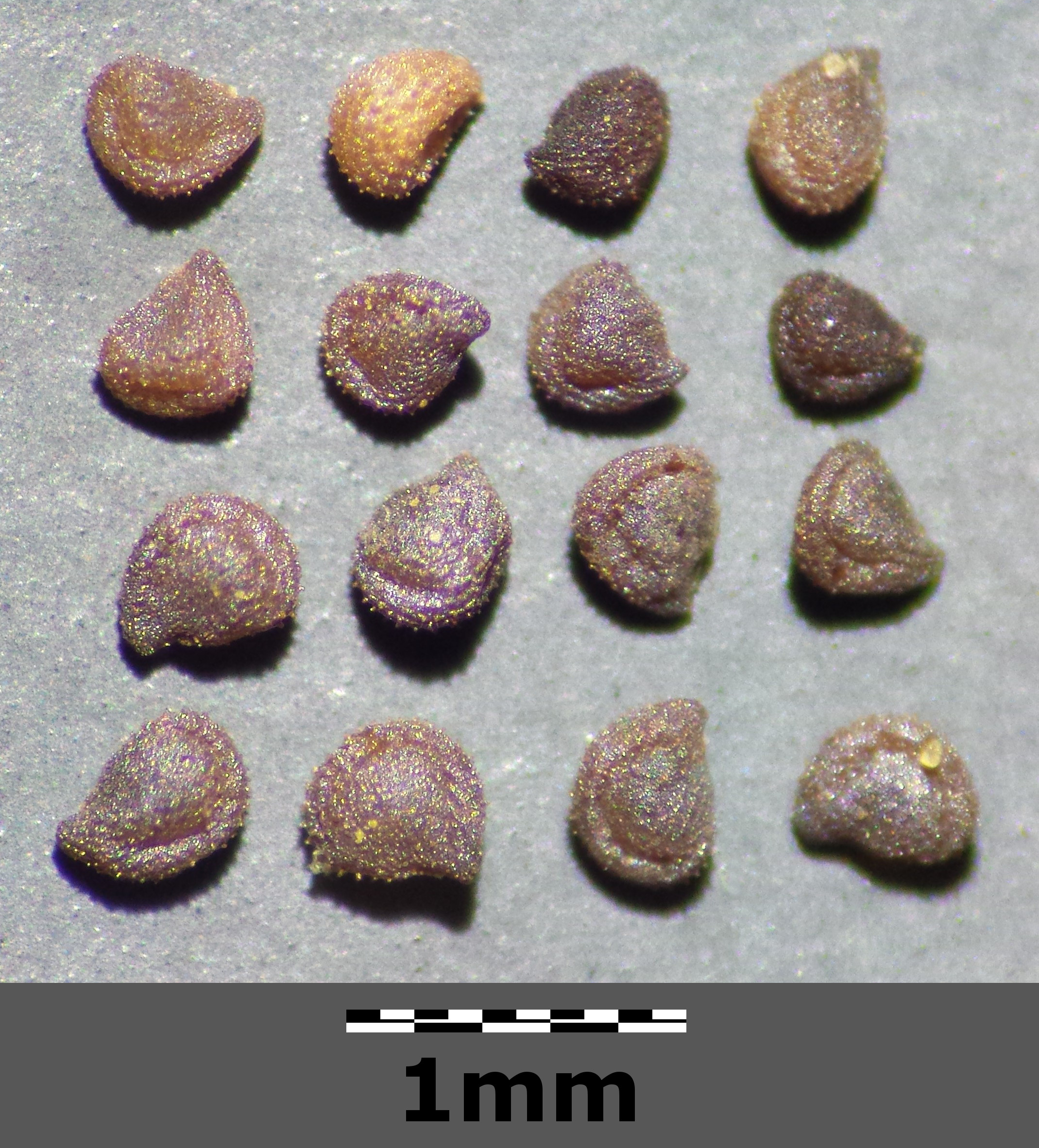
Die Samen sind feinwarzig und ohne Hautrand.
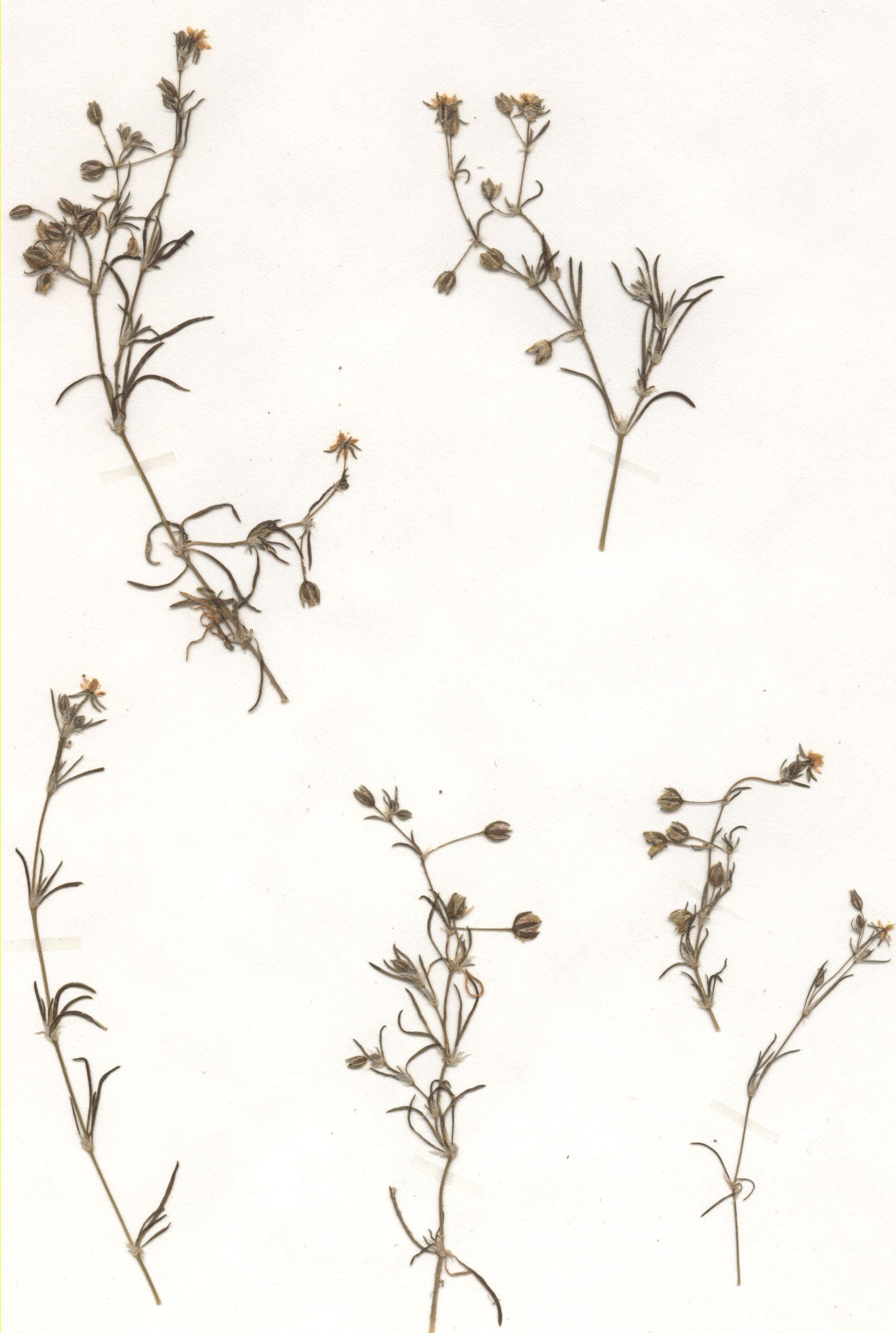
Herbarbeleg

## Taxonomie und Systematik
Die Rote Schuppenmiere wurde 1753 von Carl von Linné in Species Plantarum Band 1 Seite 423 als Arenaria rubra erstbeschrieben. Die Art wurde 1819 von Jan Svatopluk Presl und Karel Bořivoj Presl in Flora Cechica Seite 94 als Spergularia rubra (L.) J.Presl & C.Presl in die Gattung Spergularia gestellt.
Sie bildet mit der Igelsamigen Schuppenmiere (Spergularia echinosperma Čelak.) die stabilisierte Hybride Spergularia × kurkae F.Dvořák, die 1989 erstbeschrieben wurde.